# Viazma
Viazma (del ruso: Вя́зьма) es una ciudad rusa, capital del distrito homónimo en la óblast de Smolensk. Se ubica a orillas del río Viazma, entre las ciudades de Smolensk y Mozhaysk.
En 2021, la ciudad tenía una población de 52 434 habitantes.
Durante su historia ha defendido en varias ocasiones a la ciudad de Moscú de las invasiones occidentales.

## Batallas
- Batalla de Vyazma: transcurrida en 1812, en el marco de las guerras napoleónicas.
- Batalla de Viazma: transcurrida en 1941, entre fuerzas alemanas y soviéticas durante la Segunda Guerra Mundial.